# 水族館の板前さん
水族館の板前さん（すいぞくかんのいたまえさん）は、末羽瑛の水族館を舞台とするお仕事小説。2016年10月25日にアスキー・メディアワークス（KADOKAWA）より文庫本が刊行された。